# 121 (število)
121 (stó ênaindvájset) je naravno število, za katero velja 121 = 120 + 1 = 122 - 1.

## V matematiki
- sestavljeno število.
- polpraštevilo.
- drugo Friedmanovo število {\displaystyle 121=11^{2}\,\!}.
- peto zvezdno število.
- sedmo Smithovo število {\displaystyle 1+2+1=1+1+1+1=4\,\!}
- pri delitvi kroga s samo petnajstimi daljicami je največje število likov, ki jih lahko dobimo, enako 121.
- {\displaystyle 121=5!+1=11^{2}\,\!}.
- desetiško samoštevilo.

## Drugo

### Leta
- 121 pr. n. št.
- 121, 1121, 2121